# 摩登流線型建築

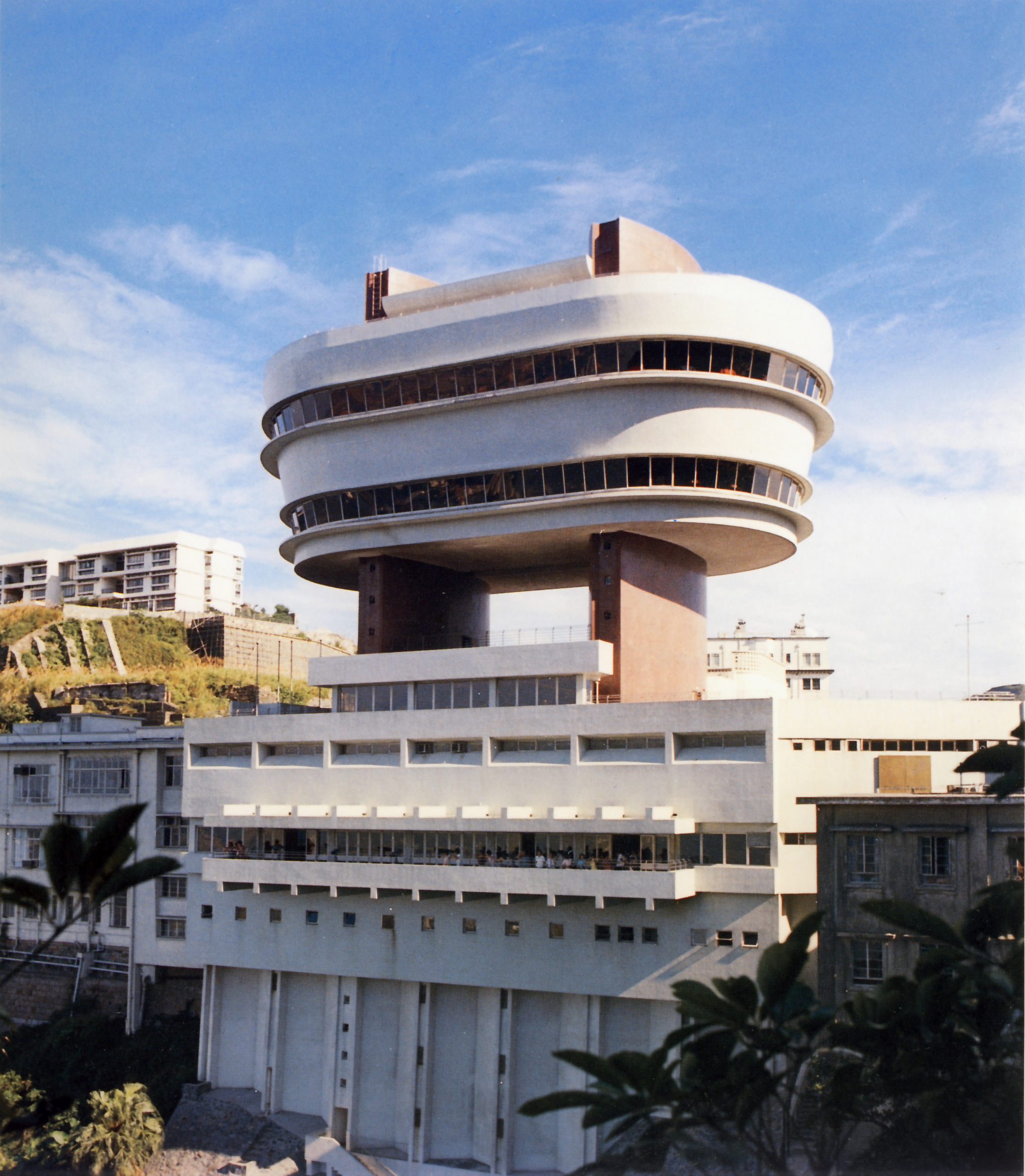
香港山頂爐峰塔（凌霄閣前身）

摩登流線型建築（英語：Streamline Moderne），是1930年代中至40年代末風行的一種建築風格，屬於裝飾風藝術建築晚期派系。
其建築風格強調曲線形狀、長水平線條，有時還有航海元素。

## 背景
20世紀的30年代是一個「摩登」的年代，世界各國都在追求社會各方面的「摩登化」。
在30年代初，全球經歷了經濟大蕭條，在經濟不景氣的衝擊下，建築設計變得十分樸實簡約。
同時，歐美工業國家的機械科技發展達到高峰，製造了前所未有的越洋交通工具，如「諾曼第號」郵輪 、「興登堡號」飛船和遠航飛機（如泛美航空公司的越洋水上飛機）。這些交通工具因為氣動力學的需求，機體需要流線型，而優美的流線型就成為了當代建築師的設計靈感，令建築物的外型也「流線型化」，把建築物主體設計成有如船身般簡潔和流線型化，比如將立面及其他建築元件的轉角位置造成弧型。

## 建築特色
| - 整體橫向設計 - 圓邊角落，並通常加上窗戶 - 玻璃磚牆壁 - 舷窗 | - 鍍鉻的配件 - 平頂且有冚線 - 牆上橫向坑紋或線條 - 鮮艷底色配上沉色上裝作對比 |

## 代表作品

### 美國

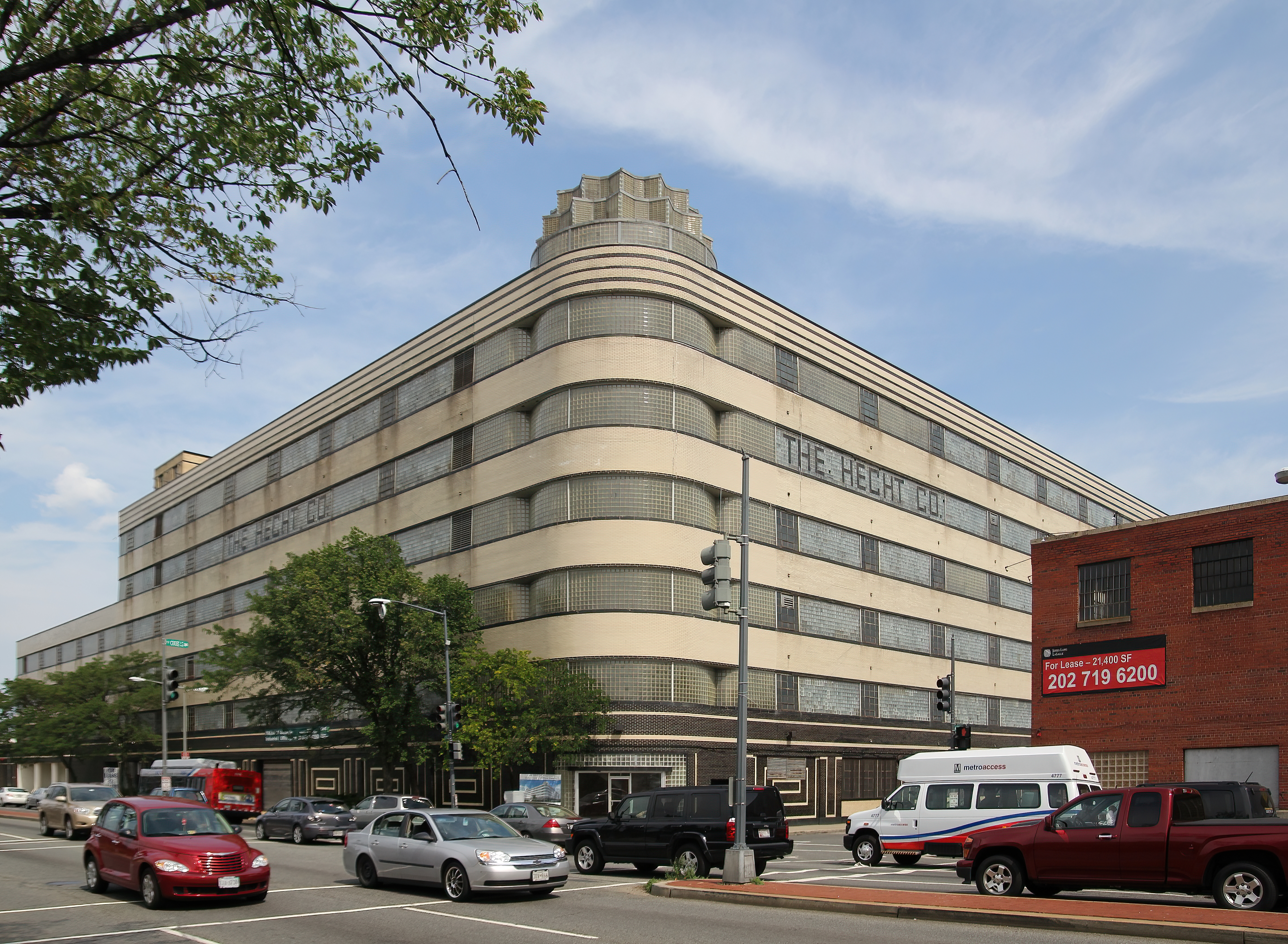
華盛頓 Hecht 公司工廠，1937年
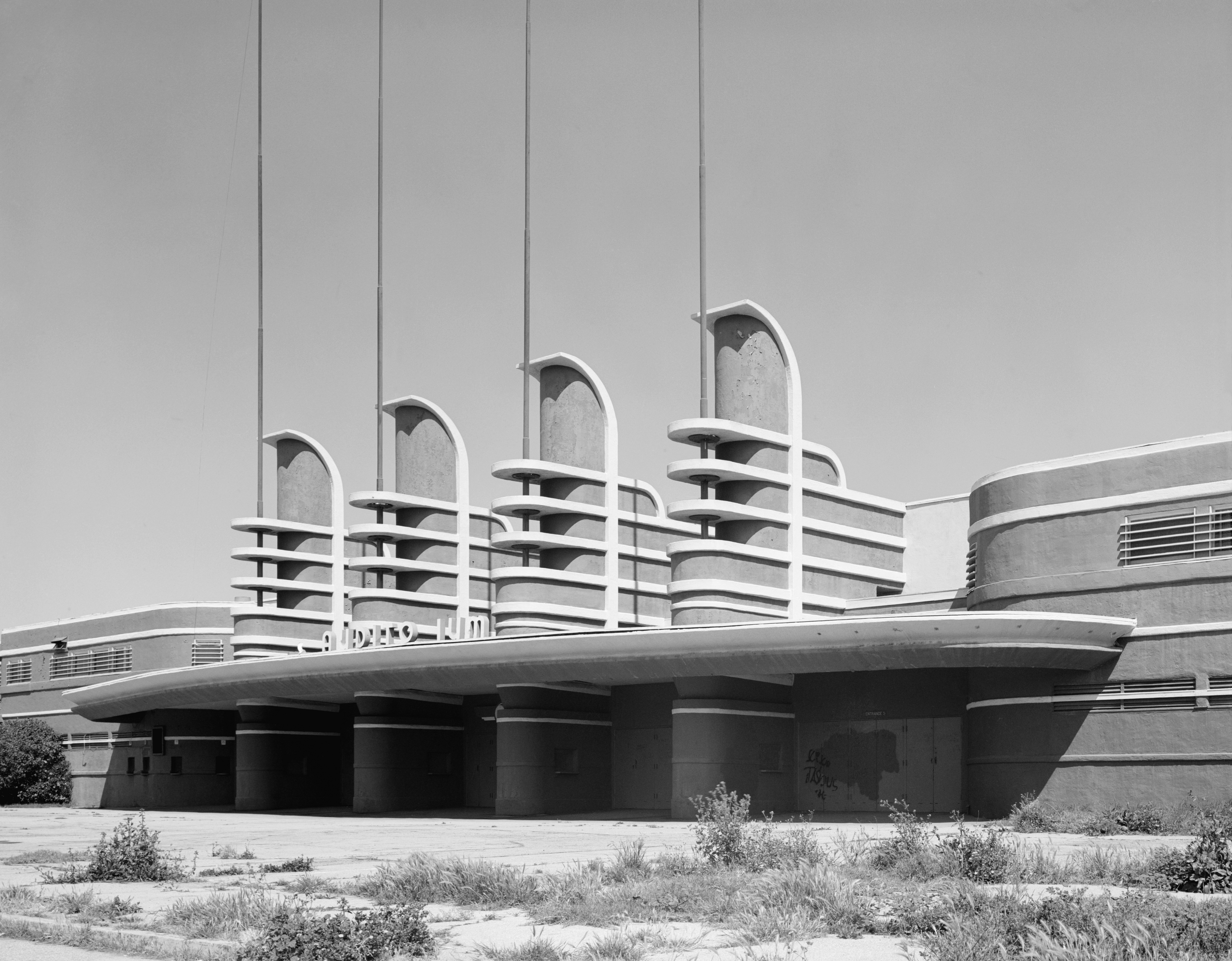
洛杉磯 Pan-Pacific Auditorium，1935–89年
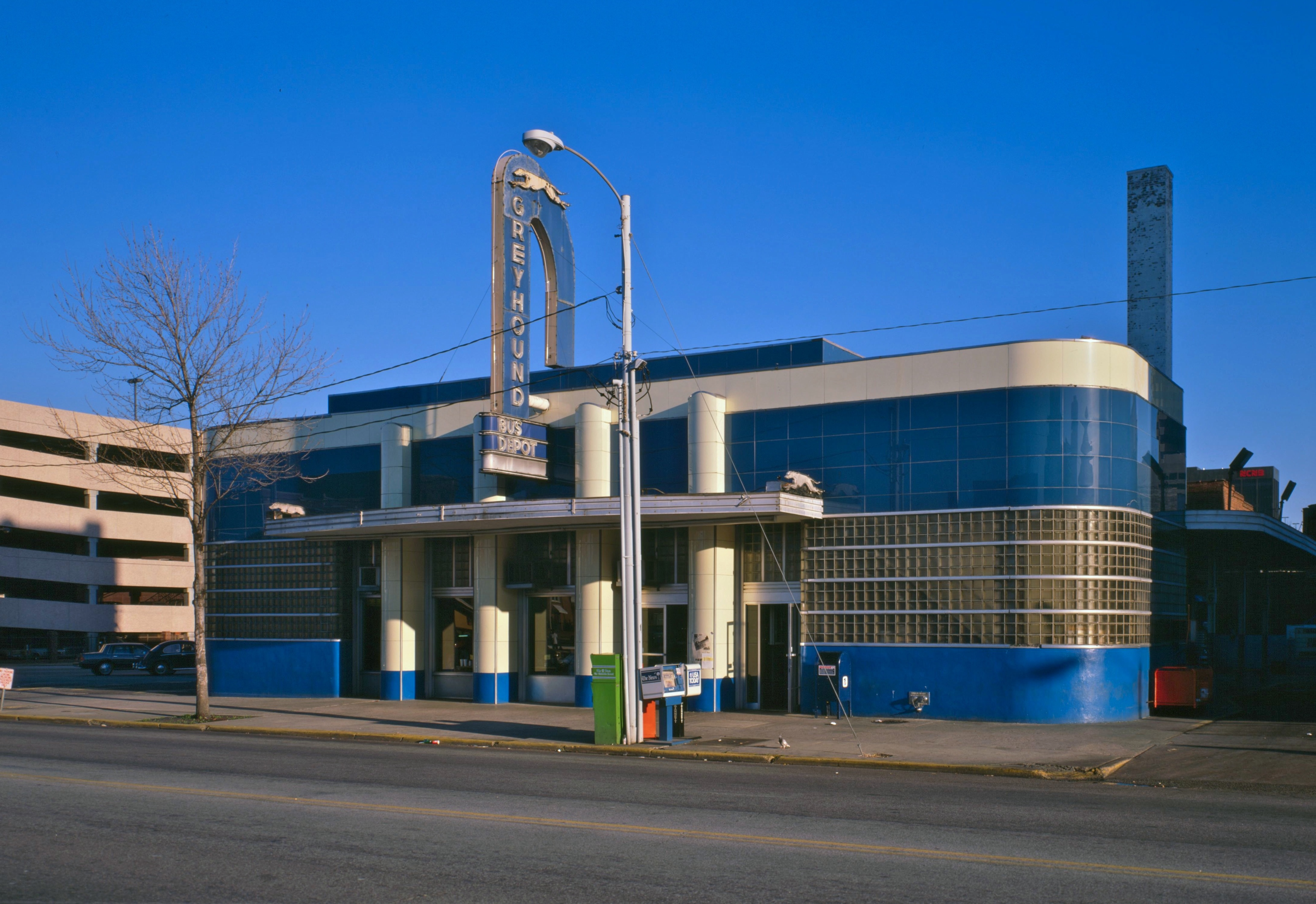
美國哥倫比亞灰狗長途巴士站

### 歐洲

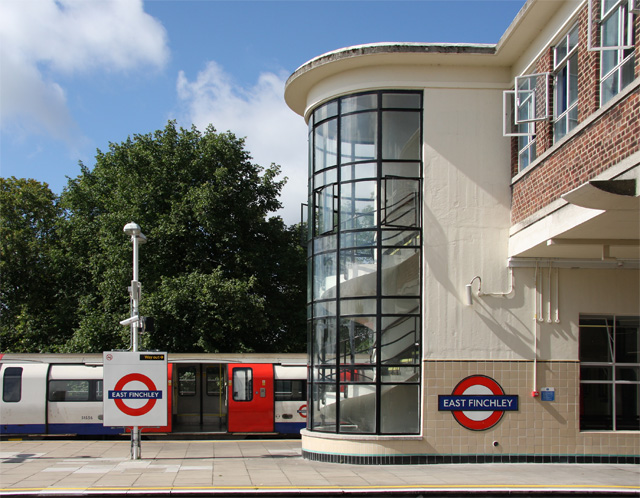
英國倫敦 East Finchley 地鐵站，1937年
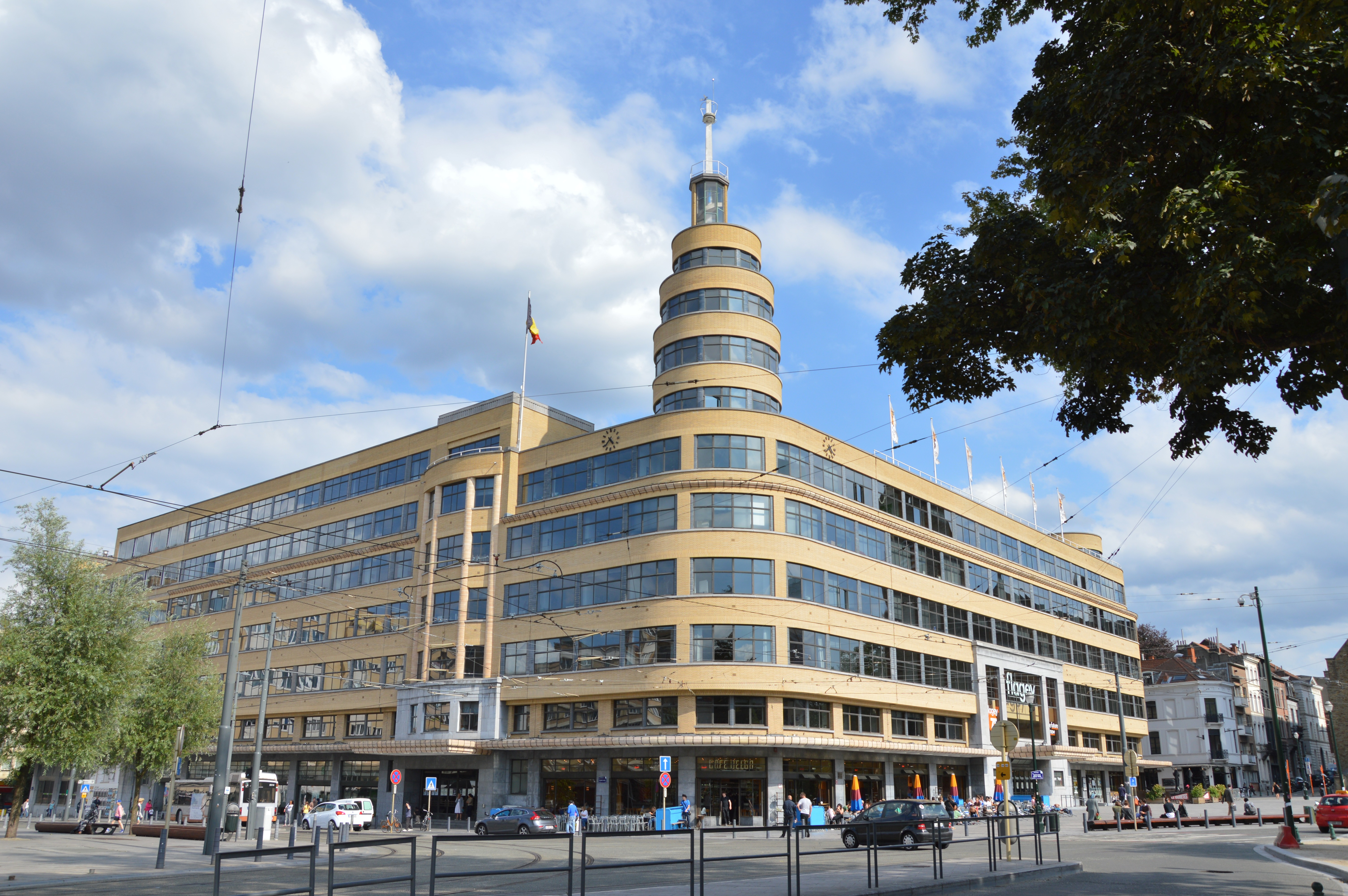
比利時布魯塞爾弗拉熱里涅大樓，1938年
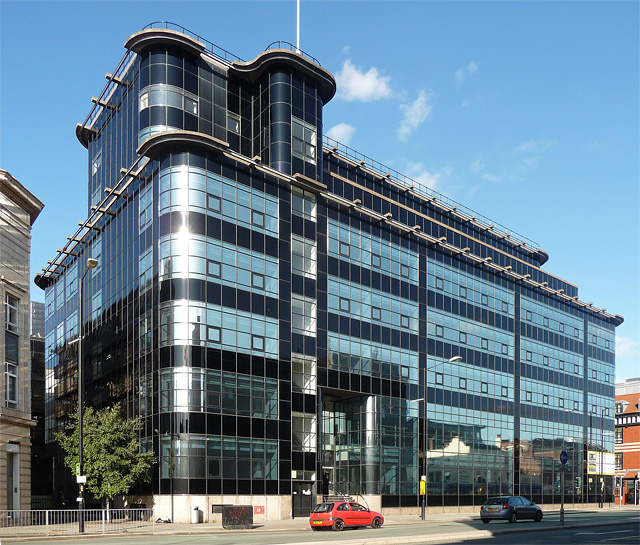
英國曼徹斯特每日快報大樓

### 香港

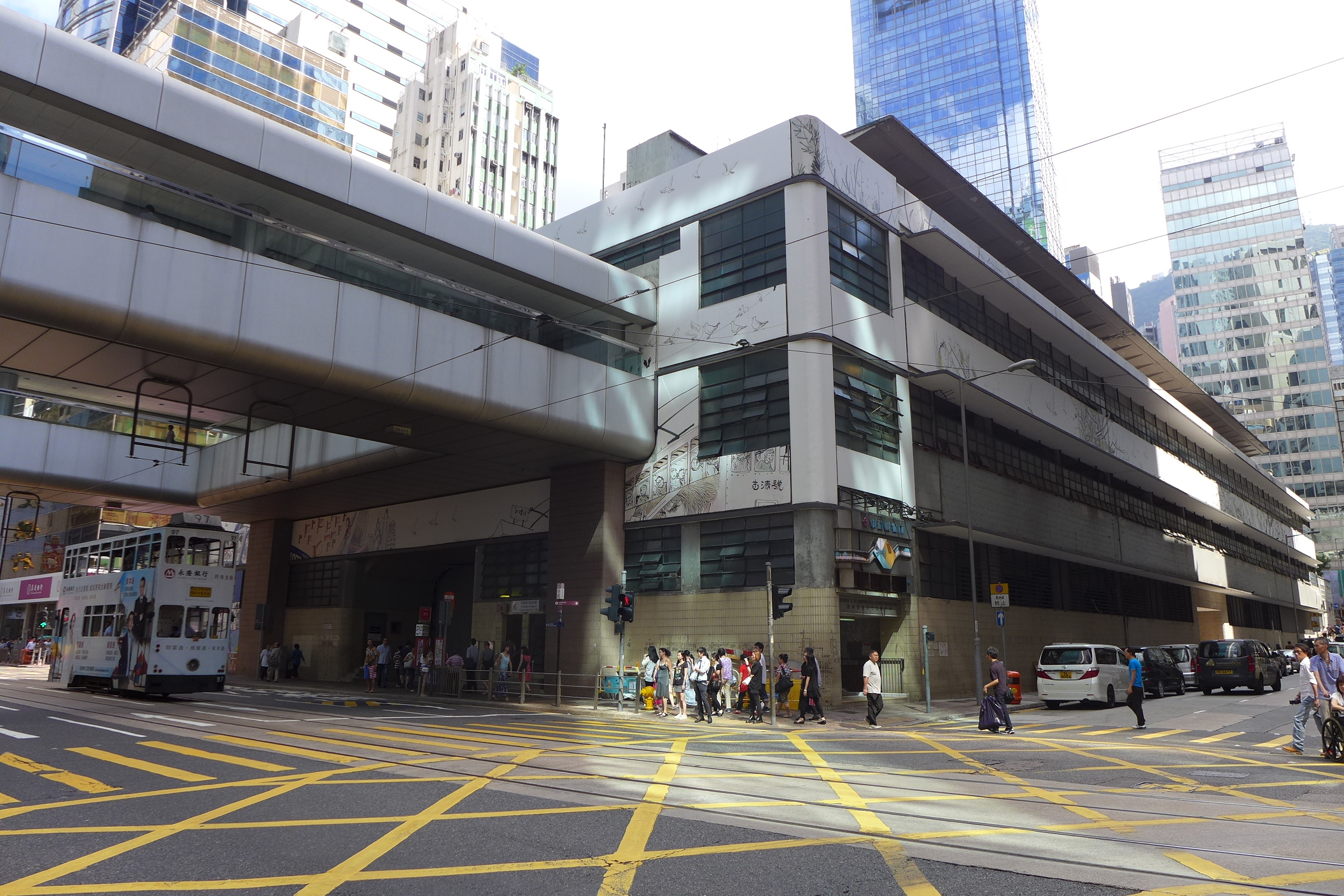
前中環街市
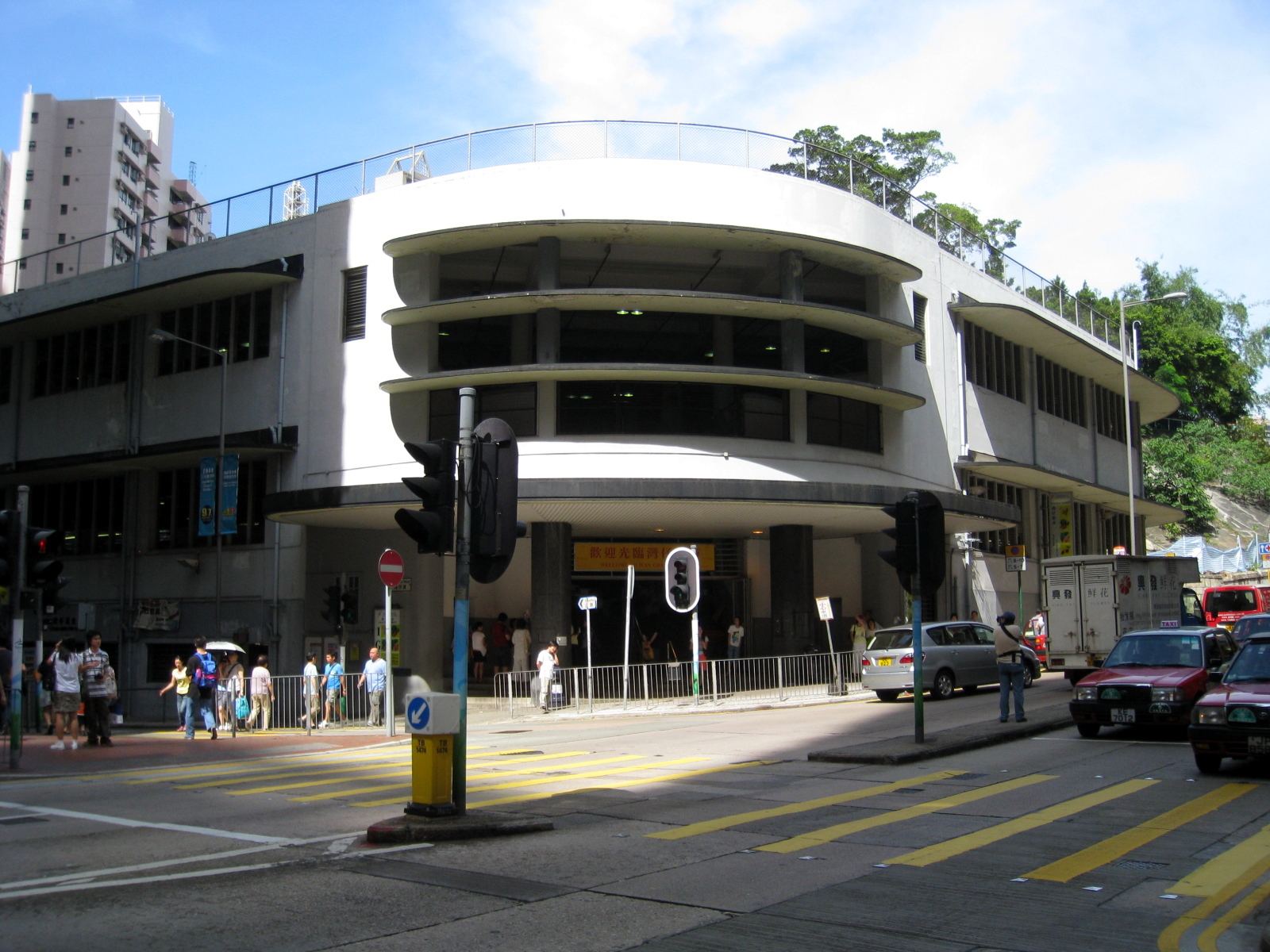
舊灣仔街市（改建前）
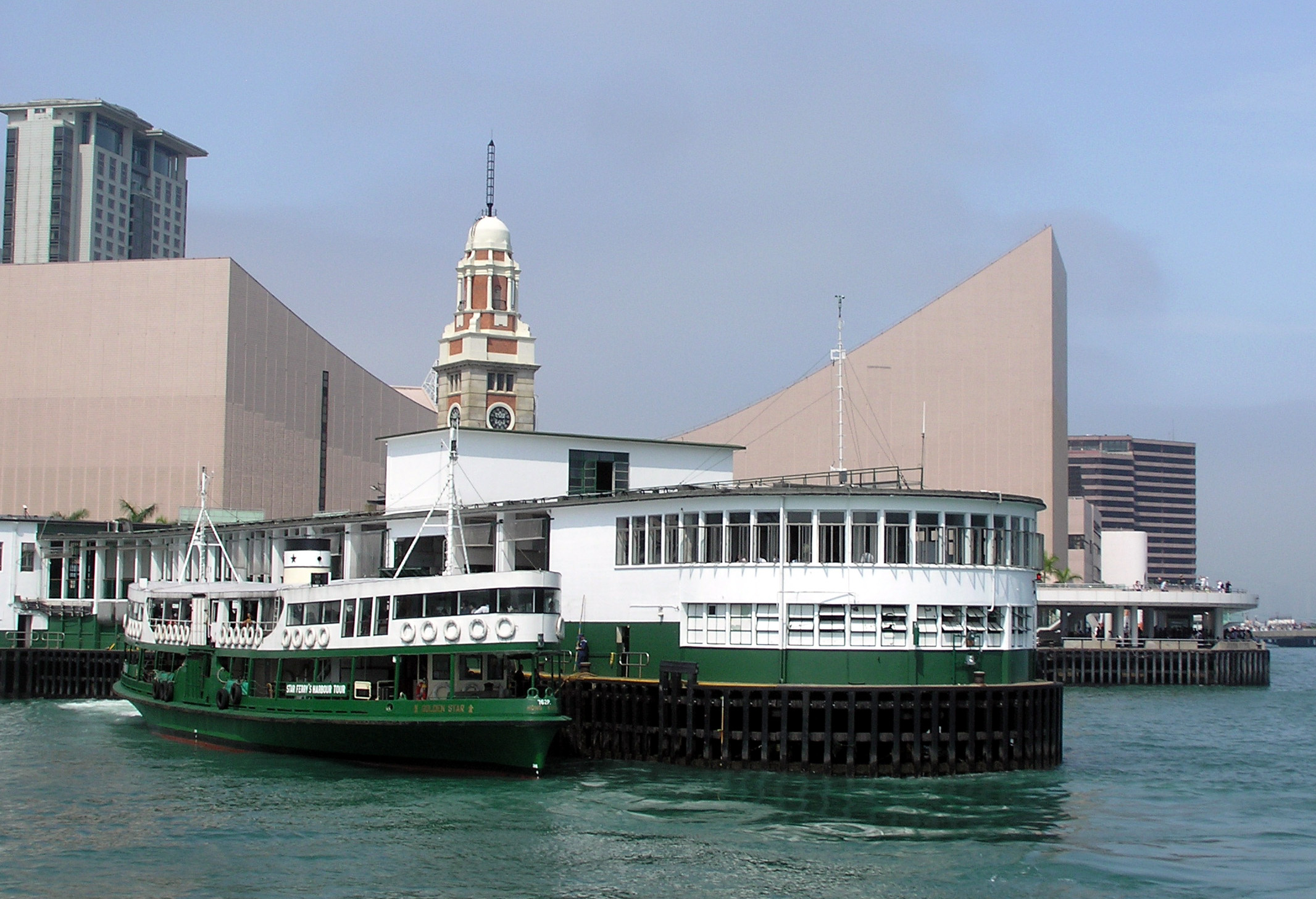
尖沙咀天星碼頭
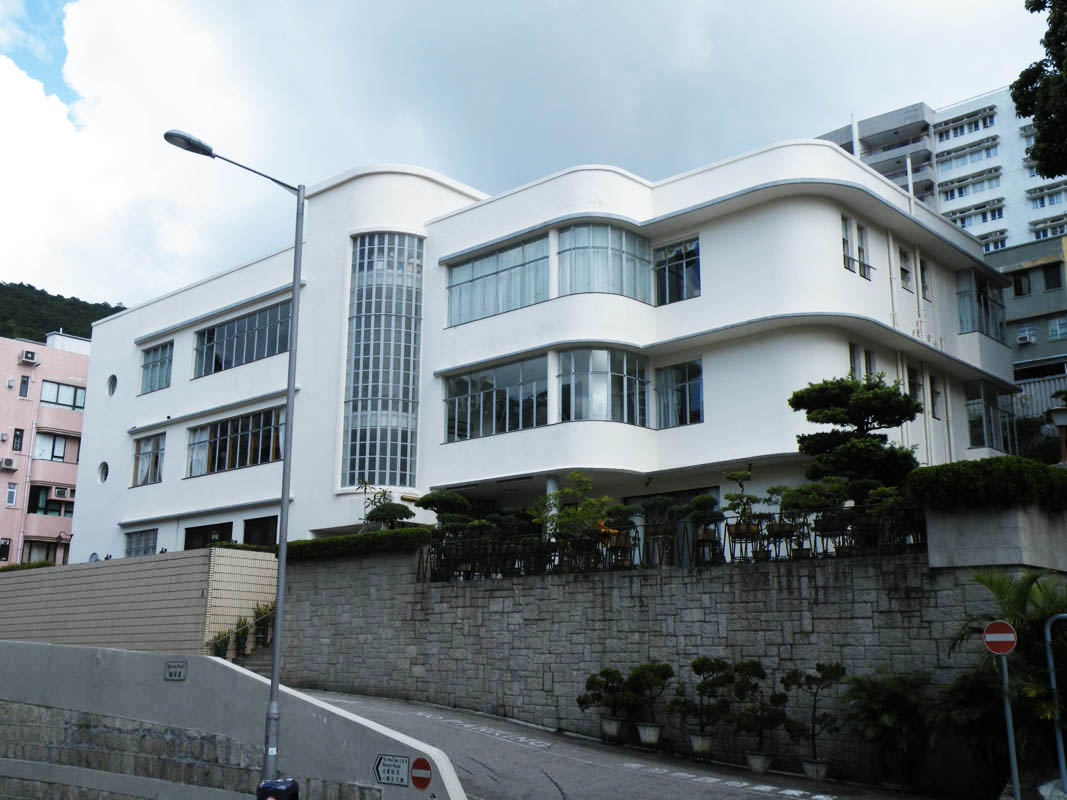
蟠龍道5及7號
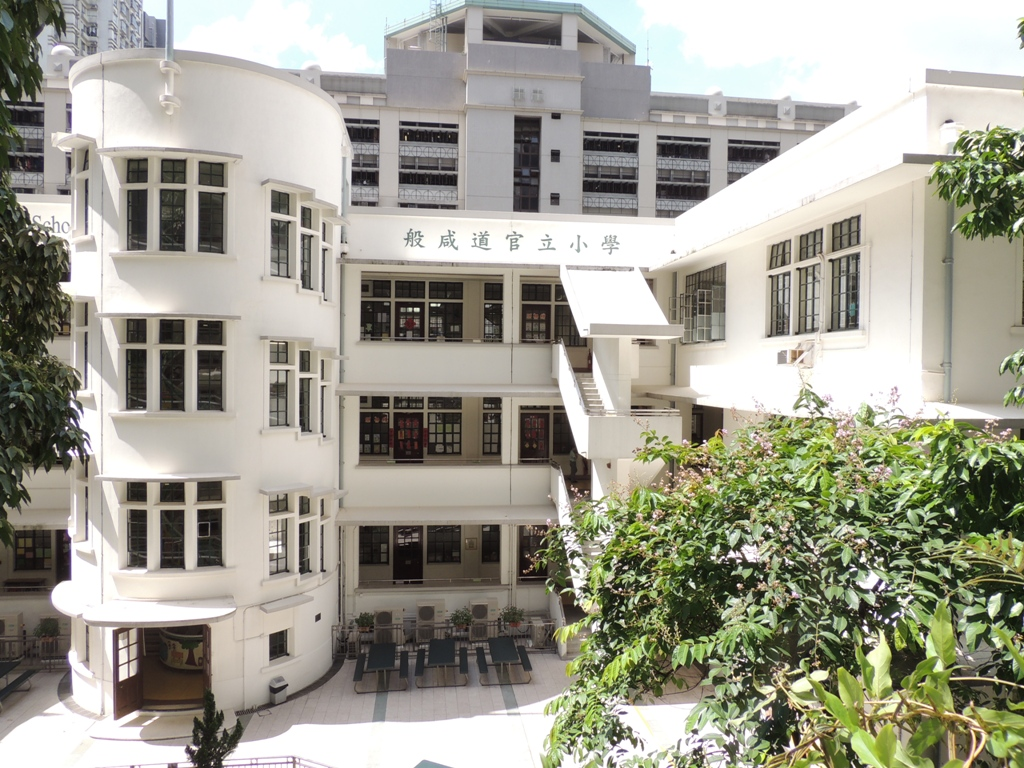
般咸道官立小學

### 臺灣

高雄稅關廳舍，1936年

## 外部連結
维基共享资源上的相關多媒體資源：摩登流線型建築